# مفاعل السوائل المزدوجة
مفاعل السوائل المزدوجة (DFR) هو مفهوم مفاعل لمعهد أبحاث ألماني خاص، معهد الفيزياء النووية للحالة الصلبة. من خلال الجمع بين مزايا مفاعل الملح المنصهر ومزايا مفاعل مبرد بمعدن سائل، من المفترض أن يصل إلى معايير مفاعلات الجيل الرابع.

## نبذة
الوقود عبارة عن محلول منصهر من أملاح كلوريد الأكتينيد، بينما يتم توفير التبريد بواسطة الرصاص المصهور في حلقة منفصلة. كمفاعل سريع، يمكن أن يستخدم مفاعل السوائل المزدوجة كلاً من اليورانيوم الطبيعي والثوريوم لتوليد المواد الانشطارية، وكذلك إعادة تدوير النفايات عالية المستوى والبلوتونيوم. بسبب الحرارة العالية للمعدن المنصهر، فإن مفاعل السوائل المزدوجة هو مفاعل آمن بطبيعته (يمكن إزالة حرارة الاضمحلال بشكل سلبي).
إذا كان المفاعل يعمل على بشكل جيد، يمكن إذابة اليورانيوم 238 لعنصر وقود نووي مستهلك من مفاعل الماء الخفيف (حوالي 1 طن) تمامًا في ملح الكلور، بما في ذلك أجزاء ما بعد اليورانيوم ذات العمر الطويل.

## روابط خارجية
- Dual Fluid Reactor